# Hamburgische Münze

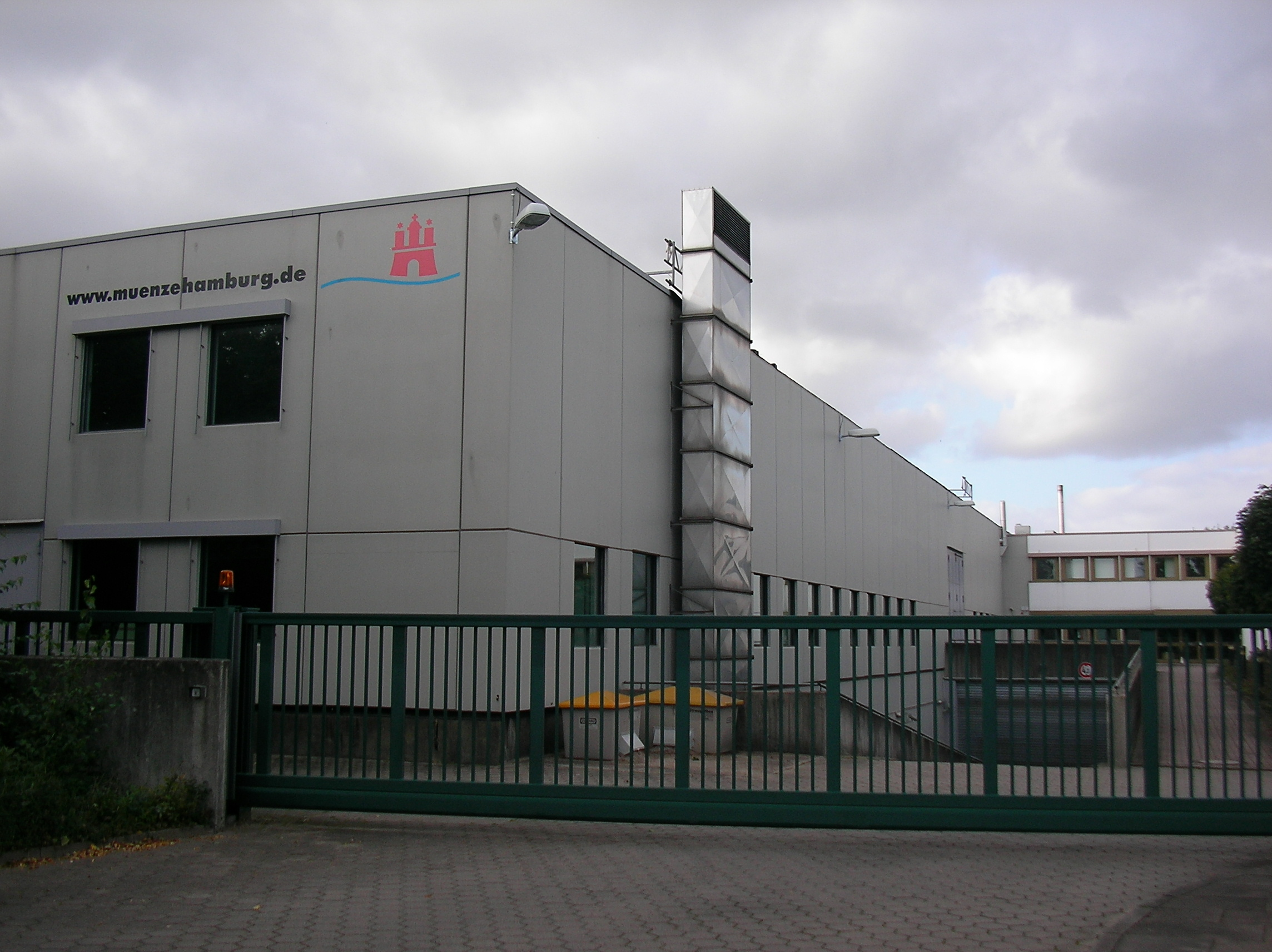
La sede della Hamburgische Münze

La Hamburgische Münze è una zecca della Germania con sede ad Amburgo.
Questa zecca è incaricata della coniazione delle monete tedesche destinate sia alla circolazione che alla collezione. Tutte le monete che escono da questa zecca presentano sul rovescio una J come marchio.
La prima moneta coniata presso questa zecca è datata 834.
La Hamburgische Münze di Amburgo è, insieme alla Bayerisches Hauptmünzamt di Monaco di Baviera, la Staatliche Münze Berlin di Berlino e la Staatliche Münzen Baden-Württemberg con le due sedi di Stoccarda e di Karlsruhe, una delle cinque zecche di monete tedesche presenti in Germania.